# معركة منينا
معركة مِنينا (باليونانية: Μάχη της Μενίνας)‏ هي معركة حدثت بين المقاومة اليونانية ضد الحامية الألمانية بقرية منينا في 17 غشت 1944، أثناء الاحتلال الألماني لليونان. وقد كانت المعركة ناجحة حيث استولت المقاومة على كمية كبيرة من الإمدادات.